# 타에르 크루마
타에르 사미 크루마(아랍어: ثائر كروما, Thaer Sami Krouma, 1990년 2월 2일~ )는 시리아의 축구 선수로 현재 인도 슈퍼리그의 뭄바이 시티에서 수비형 미드필더로 활동 중이다.